# Tuilyies-Steine
Die Tuilyies-Steine bei Torryburn, südlich der A 985 zwischen Kincardine und Dunfermline in Fife in Schottland, sind eine ungewöhnliche Gruppe von vier Steinen. Sie besteht aus einem 2,4 Meter hohen Menhir (englisch Standing stone) und drei liegenden Felsblöcken.
Die Ostseite des stehenden Steins ist verwitterungsbedingt mit vier tiefen senkrechten Rillenkarren und am unteren Ende mit vielen Schälchen, die zwischen 3 und 7,5 Zentimeter Durchmesser haben und 3 bis 5 Zentimeter tief sind, versehen. Die Rillen sind durch Lösungsverwitterung entstanden. Es gibt im oberen Teil beider Seiten tiefe Löcher, die möglicherweise von einem Versuch stammen, den Stein zu durchbohren.
Die anderen drei Steine, die etwas entfernt, südlich des Menhirs liegen, sind Felsbrocken, die ein Dreieck mit Seitenlängen von 3,6, 4,5 und 4,8 Meter bilden. Die vier Steine sollen die Reste eines Steinkreises sein, obwohl dies durch ihre gegenwärtige Disposition nicht bestätigt wird. Es besteht aber kein Zweifel daran, dass es sich um die Reste einer Anlage aus der Bronzezeit handelt.
Der Name „Tuilyies“ ist eine Korruption des schottischen Wortes „tulzie“, das Kampf bedeutet. Die Steine sollen die Gräber von vier Clanchefs markieren, die hier angeblich in einer Schlacht ums Leben kamen.